# Michelle McLean-Bailey

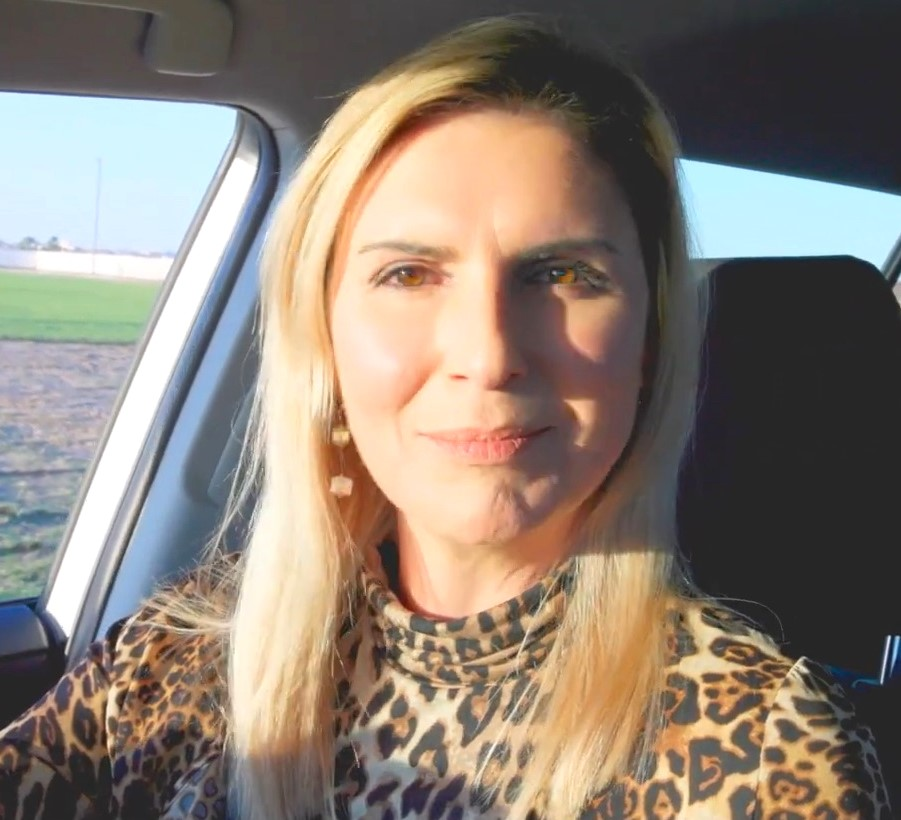
Michelle McLean-Bailey (2021)

Michelle McLean-Bailey (* 30. Juli 1972 als Michelle McLean in Windhoek, Südwestafrika) ist namibisches Model und Medienpersönlichkeit.
McLean verbrachte viele Schul- und Berufsjahre als Model in Südafrika, Deutschland, der Schweiz und den Vereinigten Staaten. Nach ihrer Rückkehr nach Namibia arbeitet sie zunächst als Fernsehmoderatorin. 1991 gewann sie die Miss-Namibia-Wahl und 1992 die Wahl zur Miss Universe. Im gleichen Jahr gründete sie ihre Stiftung Michelle McLean Children Trust (MMCT), die sich für namibische Kinder einsetzt und für den sie bis heute aktiv ist.
McLean war in erster Ehe bis 2006 mit Neil Bierbaum verheiratet. Am 9. März 2013 ehelichte sie den südafrikanisch-britischen Sportmoderator und ehemaligen Fußballprofi Gary Bailey in Kwazulu-Natal. Sie leben (Stand 2020) in Miami in den USA.
2022 erhielt sie die internationale Auszeichnung „Empowered Woman and Fearless Leader“ sowie 2023 den „Lifetime Achievement Award“ der International Association of Top Professionals (IAOTP).